# Duino

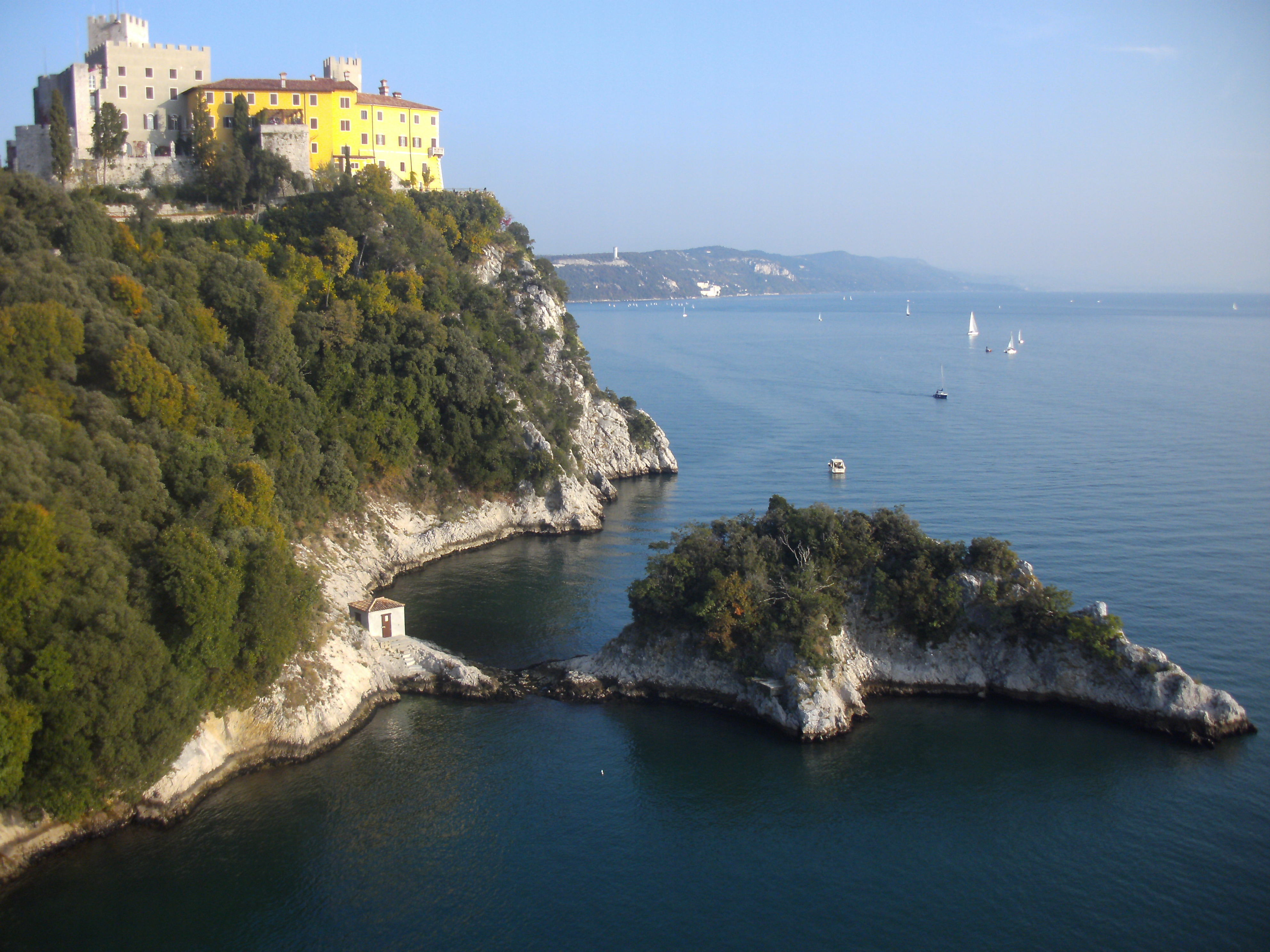
Castillo de los Thurn und Taxis en Duino, desde el Norte.

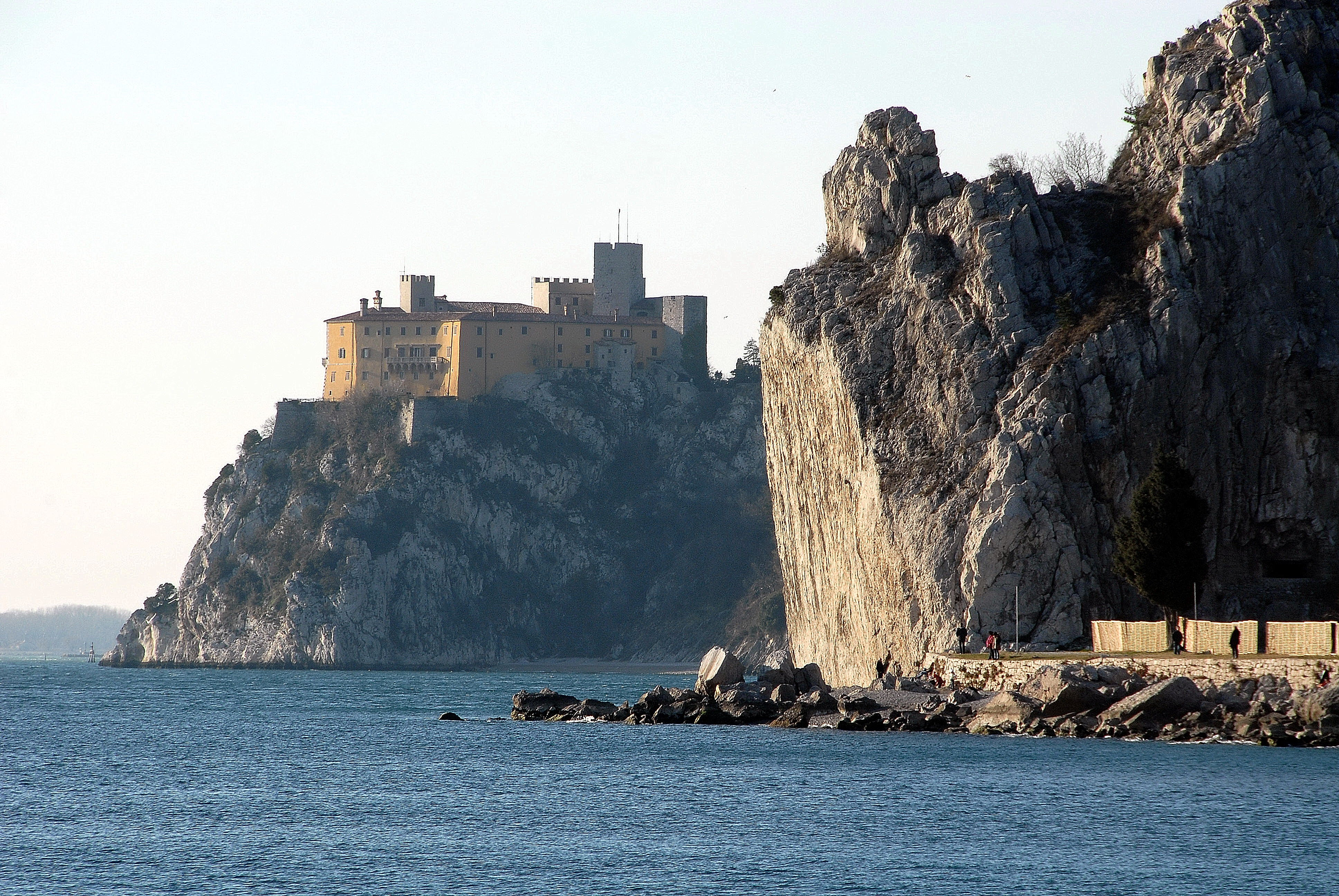
Castillo de Duino, desde el Sur.

Duino (esloveno, Devin; alemán, Tybein) es una ciudad en la costa adriática en el municipio (comune) de Duino-Aurisina, parte de la región de Friuli-Venecia Julia en la provincia de Trieste, Italia nororiental. La población total es de 8.753 personas, con una densidad de población de 193,8 habitantes por kilómetro cuadrado.

## Historia
Duino es conocido por ser el lugar en el que el físico Ludwig Boltzmann murió y por haber inspirado las Elegías de Duino del poeta Rainer María Rilke.
Su principal atractivo es sin duda el Castillo de Duino, que en realidad son dos castillos: el más antiguo, que se remonta al siglo XI y está en ruinas, mientras que el castillo más reciente se encuentra habitado hasta hoy y los turistas pueden visitarlo. Por debajo de las ruinas del castillo viejo queda una roca blanca que entra en el mar, la Dama Bianca, que se parece a una mujer velada y que dio origen a muchas leyendas góticas.

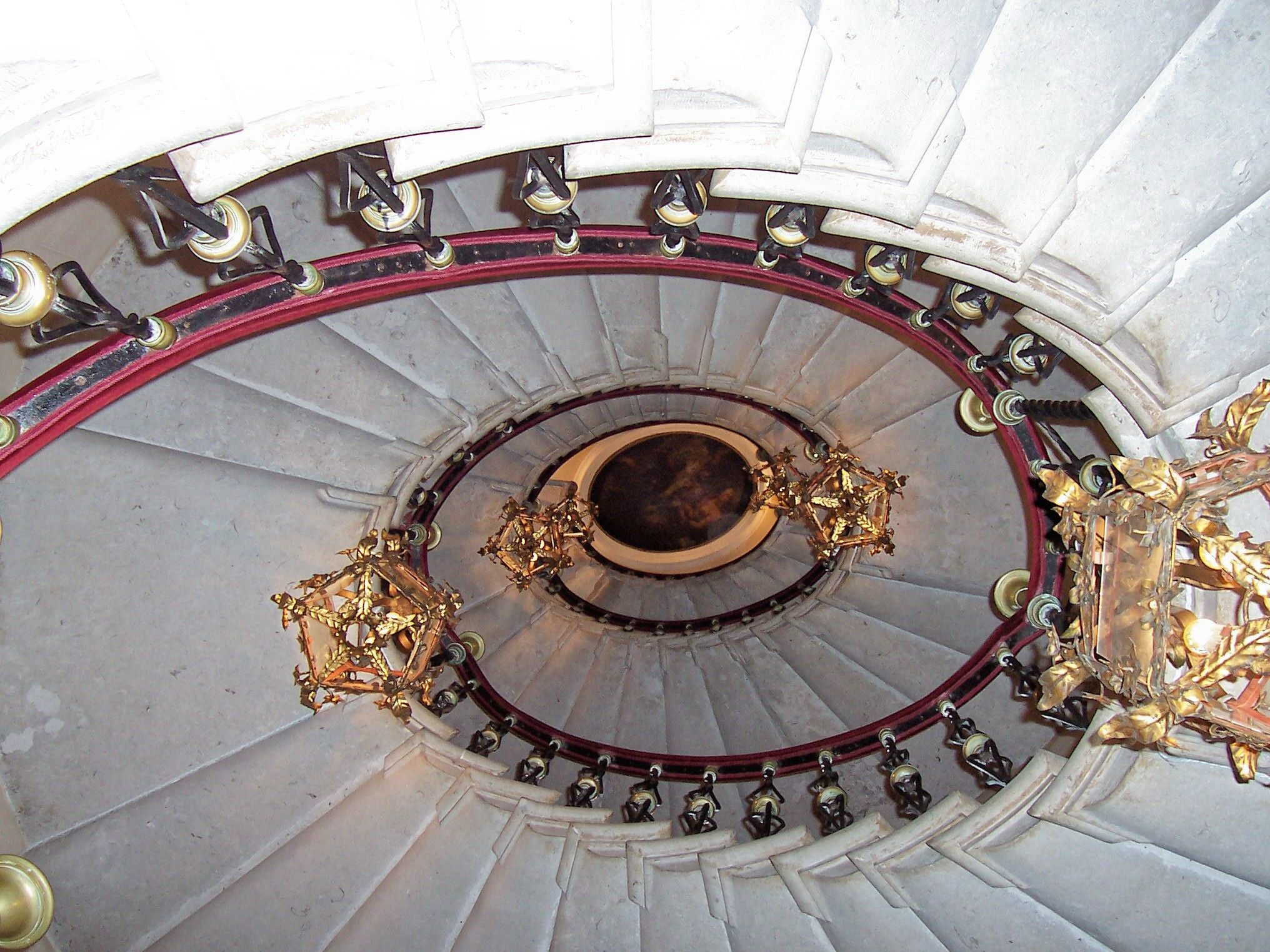
Escalera de Andrea Palladio en el Castillo de Duino.

Antes de los años 1950, Duino era un pueblo predominantemente de habla eslovena con una considerable minoría de habla italiana. Antes de la Primera Guerra Mundial, solía ser uno de los centros del nacionalismo liberal esloveno en el condado de Gorizia y Gradisca. Durante los años del Territorio Libre de Trieste (1947-1954), sin embargo, su composición étnica cambió considerablemente, conforme muchos refugiados italianos de Istria fueron asentándose en la localidad. Actualmente, Duino es una ciudad en la que se habla sobre todo italiano, con una minoría de habla eslovena. Muchas señales de tráfico están escritas en ambos idiomas, y el municipio de Duino-Aurisina es oficialmente su bilingüe.
Desde 1982 la ciudad ha sido sede del Collegio del Mondo Unito dell'Adriatico, una escuela internacional a la que acuden estudiantes de 80 países diferentes.

## Personajes
Entre los personajes famosos que nacieron o vivieron aquí se encuentran el economista esloveno Ivan Ples (1886-1958), el compositor Andrej Volarič (1863-1895), y el jesuita italiano filólogo Gregorio Alasia de Sommaripa (1587-1626), quien en el año 1601 elaboró el primer diccionario italo-esloveno.